# LY-404,039
LY-404,039 je lek koji se koristi u naučnim istraživanjima kao selektivni agonist metabotropnih glutamatnih receptora grupe II podtipova 2 i 3. Istraživanja su pokazala da ima znatan afinitet (Ki = 8.2±1nM) za D2 receptor iz čega sledi mogući mehanizam dejstva. On ima anksiolitičko i antipsihotičko dejstvo u životinjskim studijama, ali ne uzrokuje sedaciju.